# Ancien Palais de la Régence d'Ensisheim
L'ancien Palais de la Régence d'Ensisheim est un monument historique situé à Ensisheim, dans le département français du Haut-Rhin.

## Localisation
Ce bâtiment est situé place de l'Église à Ensisheim.

## Historique
L'édifice fait l'objet d'un classement au titre des monuments historiques depuis 1898.

## Architecture

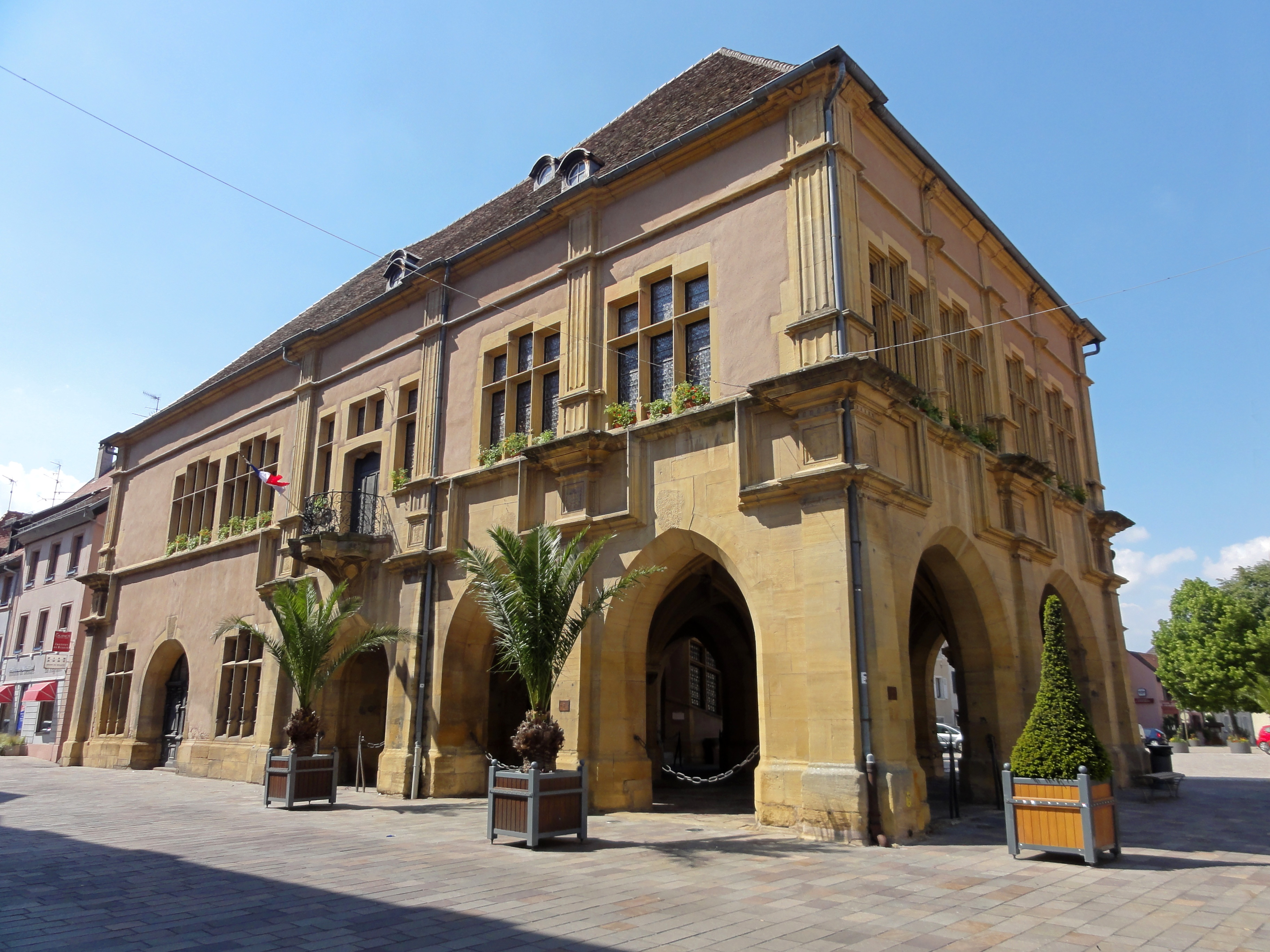
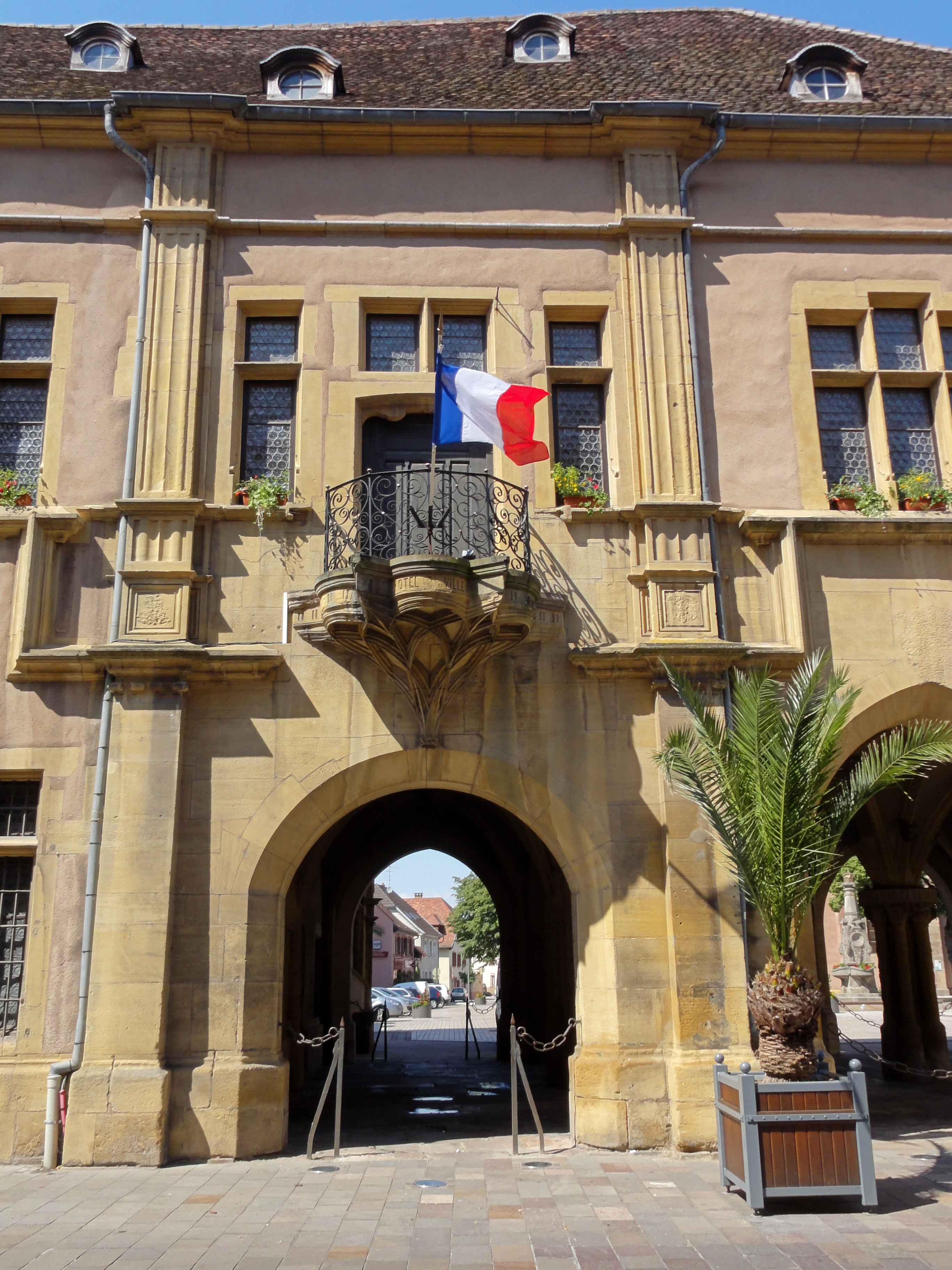
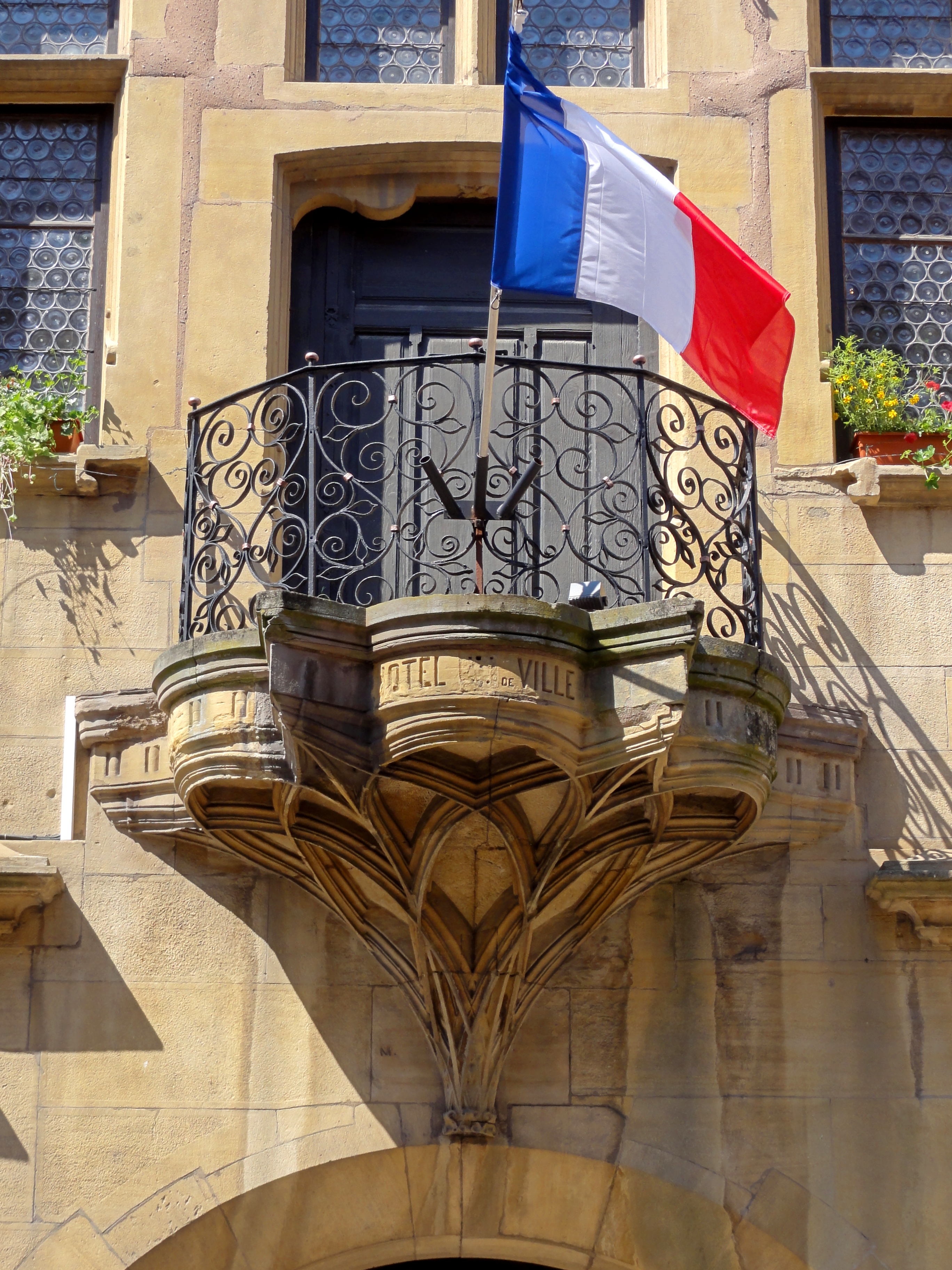
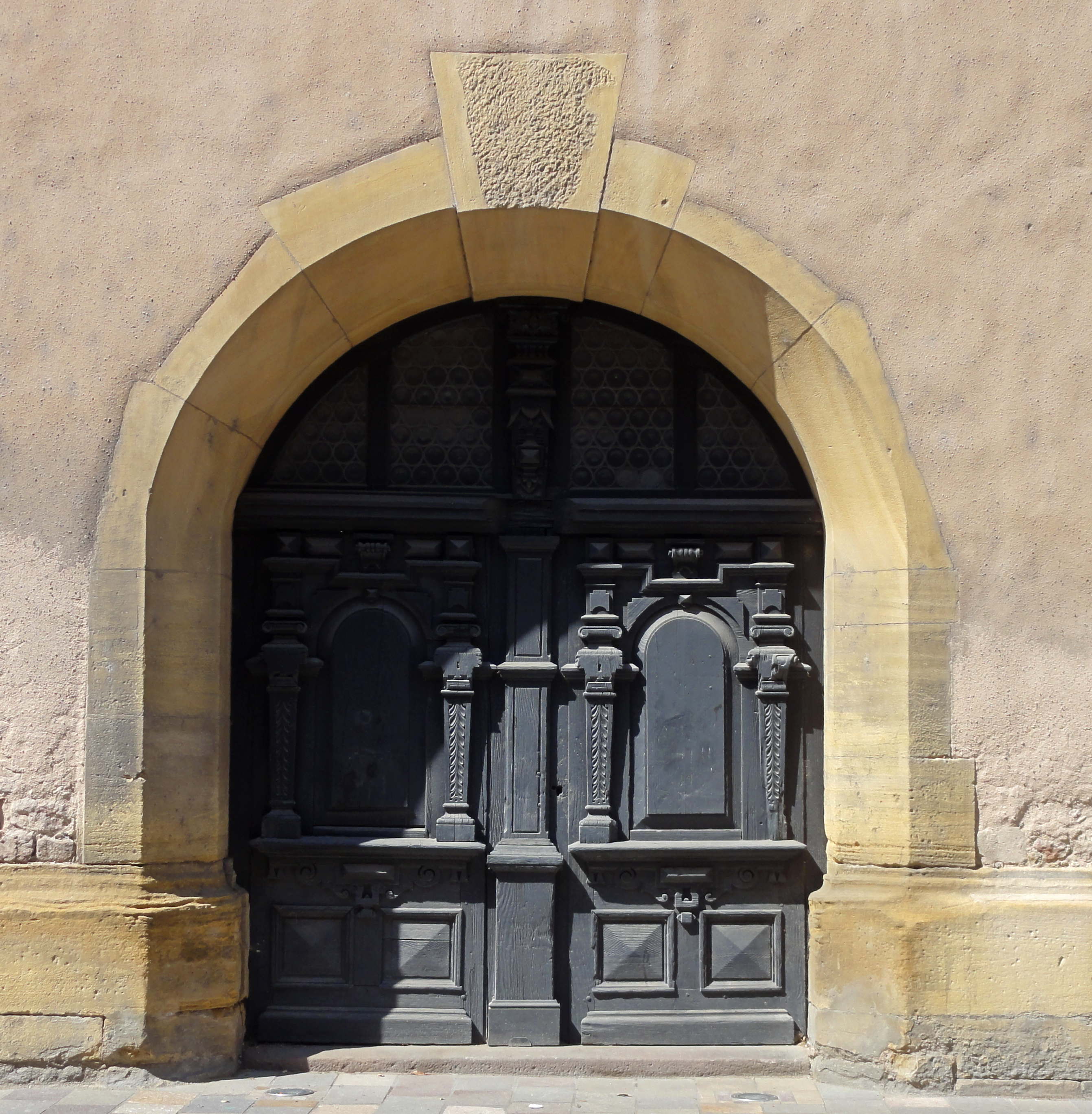
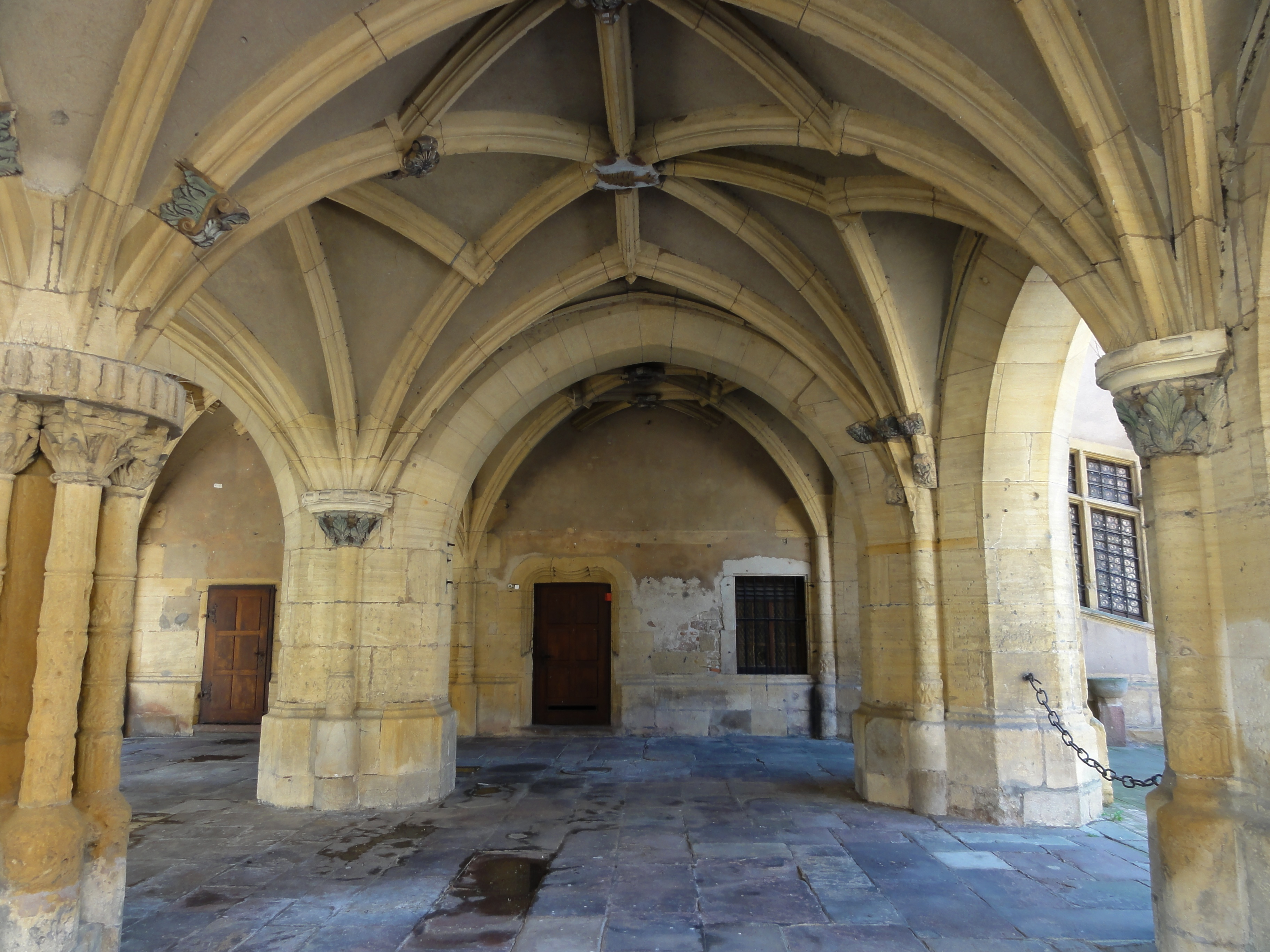
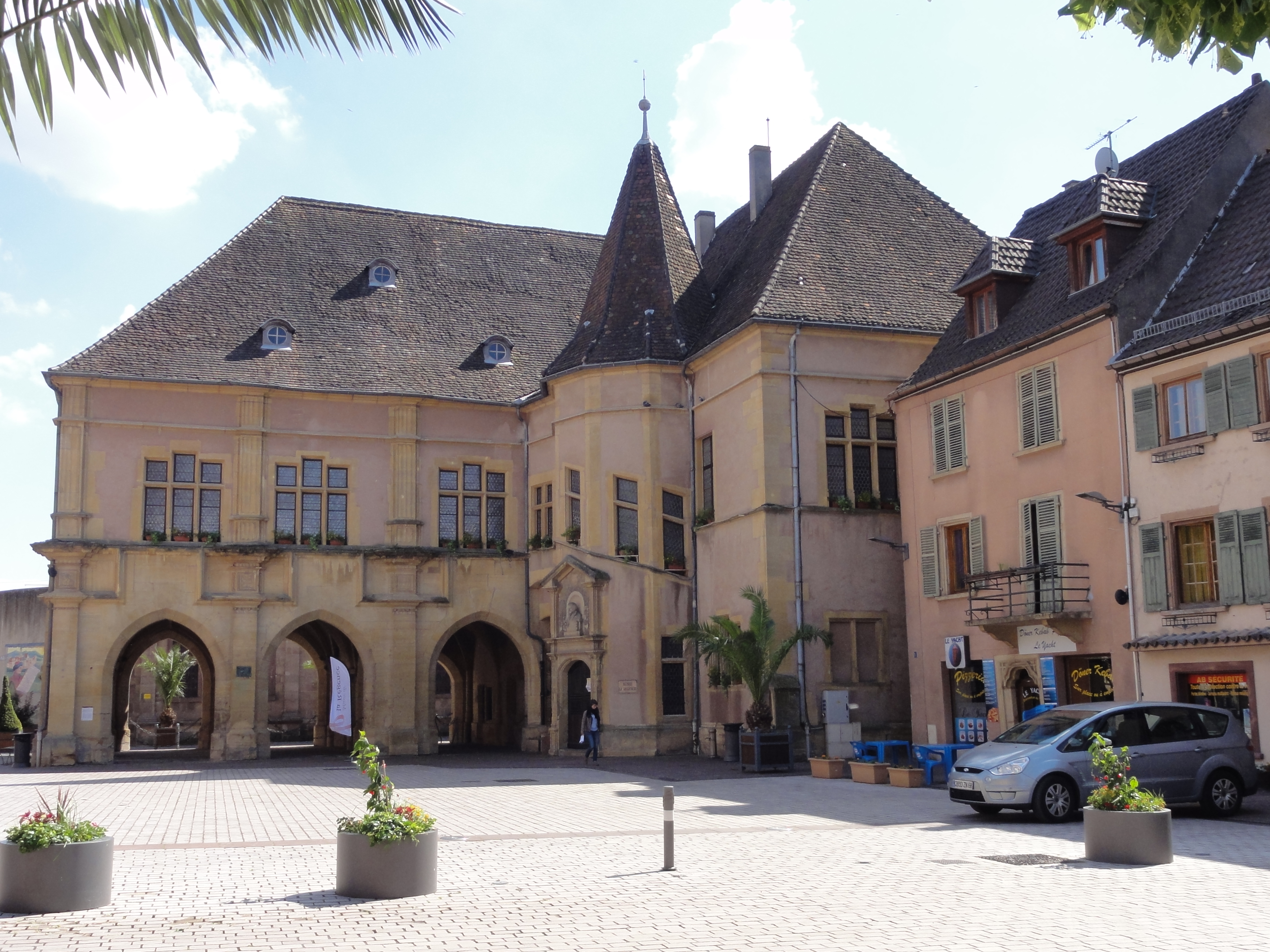
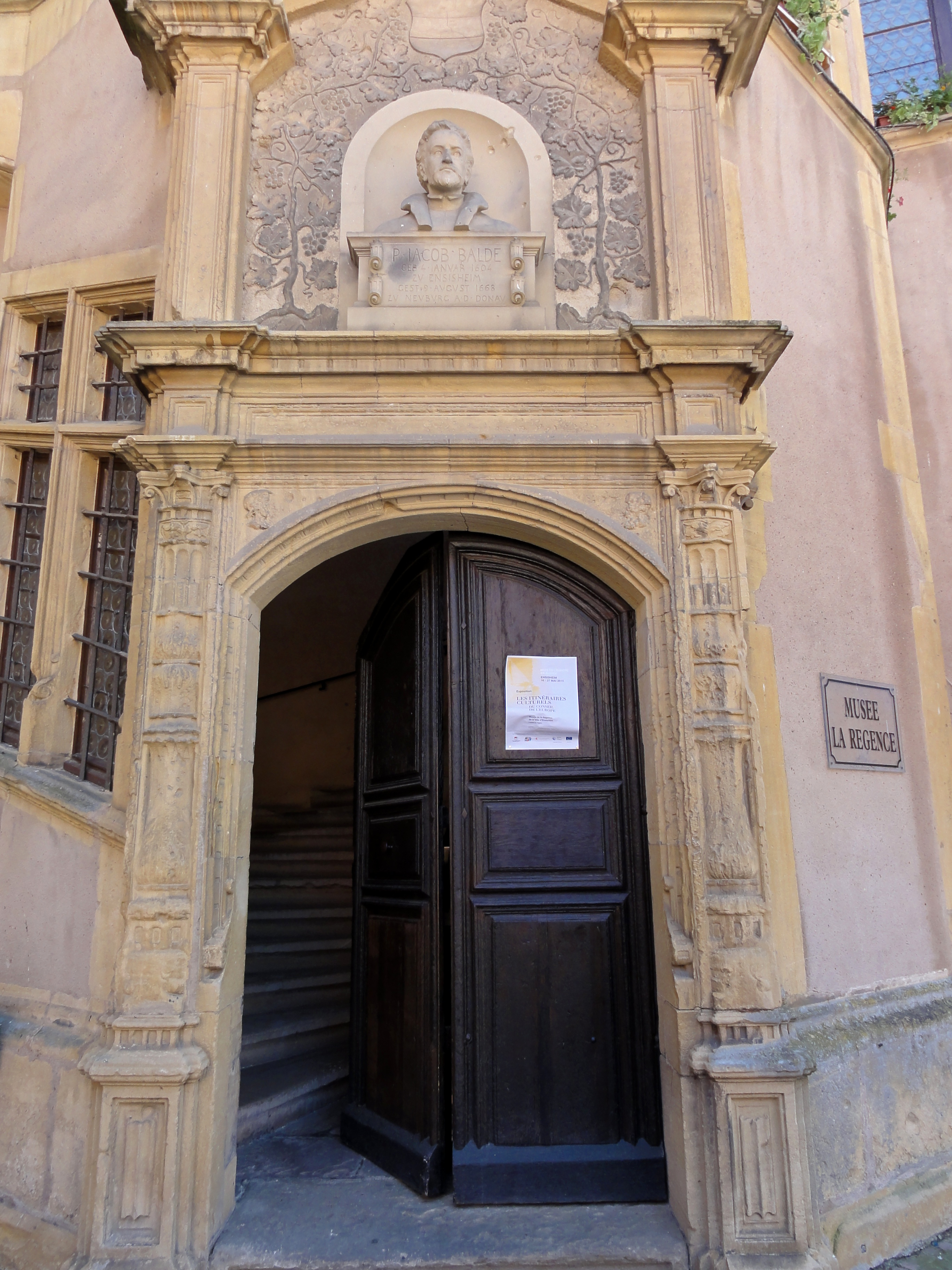